# Marco Greco
Marco Greco (São Paulo, 1 december 1963) is een Braziliaans voormalig autocoureur.
Greco reed in het begin van zijn carrière in het Britse Formule 3-kampioenschap en het Britse en internationale Formule 3000 kampioenschap. In 1992 ging hij aan de slag in het Amerikaanse Indy Lights kampioenschap en eindigde op de zevende plaats in de eindstand. Vanaf 1993 reed hij in de Champ Car series en vanaf 1996 in het Indy Racing League kampioenschap. Hij behaalde één podiumplaats in zijn IndyCar carrière, tijdens het seizoen van 1998 werd hij derde op de Dover International Speedway. Hij vertrok één keer vanaf poleposition, in 1997 vertrok hij van de eerste startplaats op de New Hampshire International Speedway, maar eindigde de race niet wegens een mechanisch probleem. Tijdens het seizoen 1996-1997 werd hij ex aequo derde in de eindstand van het kampioenschap. Hij reed vier keer de Indianapolis 500, maar haalde nooit een top 10-plaats. Hij reed zijn laatste race op de Phoenix International Raceway in 1999.